# Chiautempan
Chiautempan är en ort i Mexiko.   Den ligger i kommunen Chiautempan och delstaten Tlaxcala, i den sydöstra delen av landet, 100 km öster om huvudstaden Mexico City. Chiautempan ligger 2 305 meter över havet och antalet invånare är 48 322.
Terrängen runt Chiautempan är platt åt sydväst, men åt nordost är den kuperad. Runt Chiautempan är det mycket tätbefolkat, med 1 463 invånare per kvadratkilometer. Närmaste större samhälle är Tlaxcala de Xicohtencatl, 2,3 km nordost om Chiautempan. Trakten runt Chiautempan består till största delen av jordbruksmark.